# Basfia succiniciproducens
 Basfia succiniciproducens  ist ein in der Gram-Färbung negatives, fakultativ anaerobes und unbewegliches Bakterium aus der Familie der Pasteurellaceae. Es wurde 2008 erstmals aus dem Pansen des Holstein-Rinds isoliert und 2009 wissenschaftlich beschrieben. Aufgrund seiner Fähigkeit, durch Gärung vergleichsweise große Mengen Bernsteinsäure zu produzieren, ist es für die industrielle Biotechnologie von potenzieller Bedeutung.

## Merkmale
Das Bakterium ist kokken- bis stäbchenförmig und besitzt wie alle Pasteurellaceae keine Geißel, wodurch es sich nicht aktiv fortbewegen kann. Das Bakterium ist gramnegativ, besitzt also nur eine dünne, einschichtige Mureinhülle, die keine Teichonsäuren enthält. Angaben über Einzelzellgrößen sind wissenschaftlich nicht dokumentiert, Kolonien erreichen nach 24 Stunden Wachstum einen Durchmesser von 0,1 bis 0,5 Millimeter und sind durchscheinend grau gefärbt.
Basfia succiniciproducens wurde, wie die Mehrzahl der Proteobakterien, allein über physiologische bzw. biochemische Merkmale charakterisiert, während sie eidonomisch keine Besonderheiten gegenüber anderen Arten und Gattungen der Pasteurellaceae aufweist. Die Erstbeschreibung erfüllt damit die für eine Charakterisierung einer neuen Art und Gattung innerhalb der Pasteurellaceae geltenden Mindeststandards, darüber hinausgehende anatomische Beschreibungen existieren nicht.
Alle bekannten Stämme produzieren anaerob signifikante Mengen Bernsteinsäure, Essigsäure und Ameisensäure als Stoffwechselprodukt bei der Gärung. Dabei können sie (anders als viele andere Gattungen der Pasteurellaceae) neben Glucose und Glycerin auch D-Mannitol, D-Mannose, D-Galactose, D-Trehalose, Saccharose und D-Xylose umsetzen. Im Indol-Test reagiert das Bakterium negativ, wodurch ein Nachweis des Enzyms Tryptophanase zur Umsetzung von Tryptophan zu Indol nicht besteht. Auch der Nachweis von Urease zur Spaltung von Harnstoff und der Katalase zum Abbau von Wasserstoffperoxid verläuft negativ. Der Oxidase-Test zum Nachweis des Enzyms Cytochrom c Oxidase in der Atmungskette verläuft dagegen positiv, ebenso der Nachweis der Produktion organischer Säuren durch Methylrot.

## Isolierung

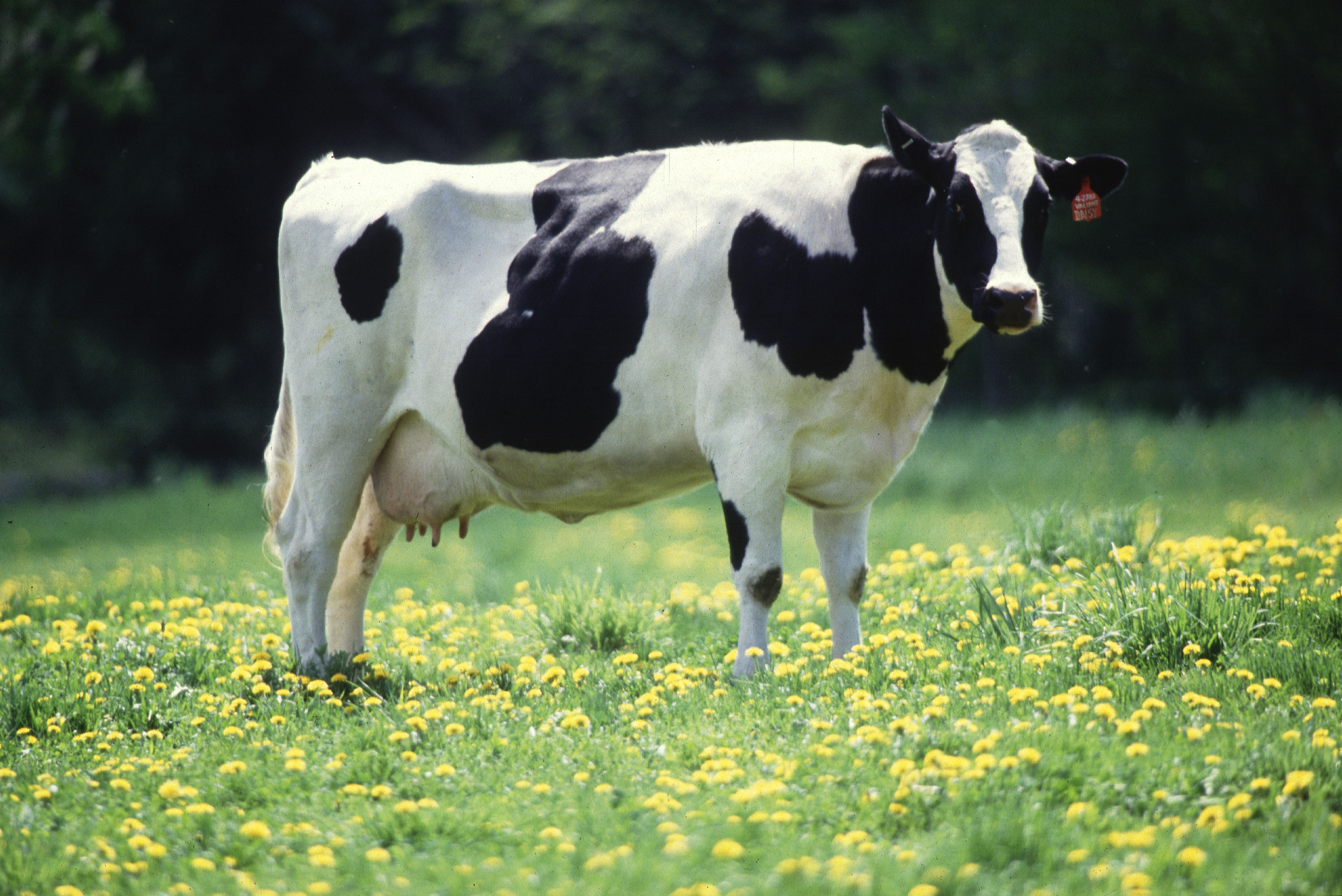
Der erste isolierte Stamm DD1 stammte aus dem Pansen des Holstein-Rinds

Der erste Stamm (DD1, benannt nach Dirk Dägele) von Basfia succiniciproducens wurde von Edzard Scholten von der BASF und Dirk Dägele von Vetter Pharma aus dem Pansen des Holstein-Rindes isoliert und auf die Fähigkeit der Bernsteinsäureproduktion untersucht. Die Isolierung des Bakteriums erfolgte während eines Screenings nach potenziell für die biotechnologische Herstellung von Bernsteinsäure interessanten Bakterien aus dem Pansen des Hausrindes. Dabei wurde gezielt nach Bakterien mit einer maximalen Übereinstimmung mit dem Bakterienstamm MBEL55E (Mannheimia succiniciproducens) gesucht, von dem diese Eigenschaft bereits bekannt war. MBEL55E war 2002 erstmals isoliert, vorgestellt und patentiert worden, ist jedoch bislang nach Angaben von Kuhnert et al. 2009 nicht valide beschrieben.
Für die Erstbeschreibung von Basfia succiniciproducens wurden in der Schweiz von Peter Kuhnert weitere Stämme aus verschiedenen Individuen unterschiedlicher Hausrindrassen isoliert. Dabei handelte es sich um den Typstamm JF4016T (=DSM 22022T =CCUG 57335T) und JF4141 aus dem Simmentaler Fleckvieh, den Stamm JF4136 aus dem Piemonteser Rind, die Stämme JF4134 und JF4142 aus dem Rotbunten Niederungsrind sowie die Stämme JF4213 bis JF4220 aus dem Limousinrind.

## Ökologie
Basfia succiniciproducens ist ein Bestandteil der Bakterienzusammensetzung im Pansen des Hausrinds (Pansenflora), wobei es bislang im Pansen vom Holstein-Rind, dem Simmentaler Fleckvieh, dem Piemonteser Rind, dem Rotbunten Niederungsrind sowie dem Limousin-Rind nachgewiesen wurde.
Das Bakterium ist fakultativ anaerob und bezieht seine Nahrungsgrundlage aus dem Nahrungsbrei des Kuhmagens: Von der Pansenflora, vor allem den enthaltenen Pilzen, werden die β-glycosidischen Bindungen der Cellulose der Nahrung aufgebrochen. Der so entstehende Traubenzucker (Glucose) dient den Mikroorganismen und damit auch B. succiniciproducens als Substrat, die Produkte des Bakterienstoffwechsels sind in seinem Fall kurzkettige Carbonsäuren, vor allem Bernsteinsäure. Neben der Glucose enthält der Nahrungsbrei zudem Stickstoff, der durch die im Futter enthaltenen Proteine und anderen Stickstoffquellen (Nicht-Protein-Stickstoff, NPN) vorhanden ist. Proteine werden durch die Mikroorganismen im Pansen weitgehend zu Peptiden, Aminosäuren oder Ammoniak gespalten. Diese dienen den Mikroorganismen anschließend als Stickstoffquelle. Die bakteriell produzierte Bernsteinsäure dient wiederum als Energiequelle für weitere Bakterien, die sie zu Propionsäure umsetzen.
B. succiniciproducens produziert weder für das Rind noch für andere Organismen toxische Stoffwechselprodukte und ist auch nicht (opportunistisch) pathogen, entsprechend wird es als normaler Bestandteil der Pansenflora angesehen. Der negative Toxizitätstest führt zu einer Einordnung als nichtgefährlicher Organismus, wodurch das Bakterium technisch uneingeschränkt eingesetzt werden kann.

## Taxonomie

### Benennung
Die Bakteriengattung wurde von ihren Erstbeschreibern nach der BASF SE als Basfia benannt. Begründet wurde diese Namensgebung dadurch, dass der erste isolierte Bakterienstamm aus den Labors der BASF in Ludwigshafen am Rhein stammte.
Die Artbezeichnung succiniciproducens leitet sich von der Fähigkeit ab, Bernsteinsäure (latein.: acidum succinicum) zu produzieren, übersetzt heißt sie entsprechend „Bernsteinsäure produzierend“.

### Phylogenetische Einordnung
Die bei der Isolierung des Bakteriums durchgeführte erste Einordnung in die Pasteurellaceae wurde durch die Erstbeschreibung 2009 bestätigt, als Typusstamm wurde JF4016T definiert. Diese Familie besteht derzeit (2009) aus 13 anerkannten Gattungen mit etwa 60 valide beschriebenen Arten, die vornehmlich aus verschiedenen Wirbeltieren isoliert wurden und dort zur typischen Schleimhautflora gehören; einige Arten sind fakultativ krankheitserregend (opportunistisch pathogen). Neben B. succiniciproducens stammen auch die Arten Mannheimia ruminalis, Actinobacillus lignieresii, [Actinobacillus] succinogenes und Mannheimia succiniproducens aus dem Pansen des Hausrindes, die beiden letzten sind zudem ebenfalls Bernsteinsäureproduzenten.
Basfia succiniciproducens wurde über den Sequenzvergleich in Form einer sogenannten Multi locus sequence analysis (MLSA) der 16S rRNA sowie der Gene rpoB (codiert den β-Abschnitt der RNA-Polymerase), infB (codiert für den Initialfaktor 2 der Translation) und recN (codiert für ein DNA-Reparatur-Protein) innerhalb der Pasteurellaceae eingeordnet. Die Auswahl der Gene erfolgte über bereits im Vorfeld durchgeführte Untersuchungen zur Phylogenie der Pasteurellaceae. Es konnte eindeutig nachgewiesen werden, dass sämtliche bekannten Stämme von Basfia eine Klade und entsprechend eine monophyletische Gruppe bilden, die auch den als Mannheimia succiniciproducens benannten Stamm MBEL55E einschließt. Die größte Übereinstimmung der Gensequenz ergab sich mit Aggregatibacter actinomycetemcomitans, das entsprechend als Schwesterart angesehen wird; aufgrund des vergleichsweise großen genetischen Abstands beider Arten zueinander mit einer maximalen Übereinstimmung von 95 % sowie der phänotypischen Unterschiede wurde für B. succiniciprocens eine eigene Gattung Basfia aufgestellt. Weitere Arten der näheren Verwandtschaft sind Haemophilus influenzae, Lonepinella koalarum und das [Actinobacillus] porcinus.

## Technische Bedeutung
Aufgrund seiner Fähigkeit, in anaerobem Milieu durch Vergärung Bernsteinsäure zu produzieren, ist B. succiniciproducens wie andere Bakterien von großem technischen Interesse und wird vor allem im Labor der BASF intensiv auf seine Nutzbarkeit untersucht. Eine technische Nutzung des Bakteriums wurde von der BASF in Zusammenarbeit mit dem Institut für Bioverfahrenstechnik der Technischen Universität Braunschweig, wobei der Stoffwechsel des Bakteriums untersucht und mit Hilfe von Metabolic Engineering zur Entwicklung von Produktionsorganismen genutzt werden soll.

### Bernsteinsäure als Biotechnologieprodukt

Bernsteinsäure

Bernsteinsäure stellt eine Plattformchemikalie mit einem jährlichen Bedarf von derzeit etwa 15.000 Tonnen und einem Marktwert von sechs bis neun Euro pro Kilogramm dar. Sie wird konventionell auf der Basis von n-Butan und Butadien mit Maleinsäureanhydrid als Zwischenstufe hergestellt. Vor allem als Basis für verschiedene Produkte der chemischen und pharmazeutischen Industrie (1,4-Butandiol, Tetrahydrofuran u. a.) sowie für bio-basierte Kunststoffe wie Polyamide (PA), Polyester und Co-Polyester sowie Polyesteramide ist Bernsteinsäure als biotechnologisch hergestelltes Produkt interessant und es wird ein Marktpotenzial von mehreren hunderttausend Tonnen prognostiziert. Gemeinsam mit weiteren Vertretern der C4-Dicarbonsäuren wie der Fumar- und Äpfelsäure wurde Bernsteinsäure entsprechend durch das Department of Energy der USA im Jahr 2004 als eine von zwölf Plattformchemikalien mit besonderem biotechnologischen Herstellungspotenzial identifiziert.
Neben B. succiniciproducens werden entsprechend auch eine Reihe weiterer potenzieller Bernsteinsäureproduzenten untersucht, darunter vor allem Mannheimia succiniciproducens, Actinobacillus succinogenes, Corynebacterium glutamicum sowie Anaerobiospirillum succiniciproducens, aber auch der Modellorganismus Escherichia coli, der über Metabolic Engineering für die Produktion von hohen Mengen Bernsteinsäure optimiert werden soll.

### Besonderheiten vonB. succiniciproducens
| Bakterium                                     | Maximale Ausbeute (Titer)(g/l) | Produktivität (g/l*h) | Ausbeute (g/g Substrat) |
| --------------------------------------------- | ------------------------------ | --------------------- | ----------------------- |
| Basfia succiniciproducens DD1                 | 5,8                            | 1,5                   | 0,6                     |
| Mannheimia succiniciproducens MBEL55E         | 13,5                           | 1,8                   | 0,68                    |
| Actinobacillus succinogenes 130Z; Wildtyp     | 69–80                          | 1,2–1,7               | 0,68–0,87               |
| Corynebacterium glutamicum R; Wildtyp         | 23                             | 3,8                   | 0,19                    |
| Anaerobiospirillum succiniciproducens Wildtyp | 50,3                           | 2,1                   | 0,9                     |
| Escherichia coli SBS550MG/pHL413              | 40                             | 0,4–1,2               | 1,05                    |

B. succiniciproducens lässt sich biotechnologisch sowohl auf dem klassischen Fermentationsmedium Glucose (Zuckerdicksaft, Stärke) wie auch auf Glycerin kultivieren. Glycerin fällt als Rohglycerin bei der Herstellung von Rapsmethylester (Biodiesel) in großen Mengen an (etwa 1:10 der Biodieselmenge) und steht daher als preisgünstiger Rohstoff zur Koppelnutzung zur Verfügung.
Scholten & Dägele konnten 2008 mit dem neu isolierten und zu dem Zeitpunkt noch nicht beschriebenem Bakterium Ausbeuten von bis zu 5,8 g/l Bernsteinsäure auf der Basis von D-Glucose und Saccharose erzielen, wobei die Produktivität bei bis zu 1,5 g/l·h und die Ausbeute bei maximal 0,6 Gramm Bernsteinsäure pro Gramm Substrat lag. Bei Rohglycerin erreichten sie Ausbeuten von 8,4 g/l, 0,9 g/l·h und 1,2 g/g Substrat. Im Vergleich mit anderen Bakterien, insbesondere Actinobacillus succinogenes, Anaerobiospirillum succiniciproducens sowie modifizierten Escherichia coli ist die maximale Ausbeute pro Liter vergleichsweise gering, die Ausbeute bezogen auf den Substrateinsatz sowie die Produktivität sind jedoch vergleichbar und durch Optimierung der Stämme auch noch optimierbar. Besonders gute Eigenschaften zeigen die Bakterien auf der Basis von Rohglycerin als Substrat, für das erste Ansätze zur kontinuierlichen Kultivierung in der Entwicklung sind.